# 呉茂一
呉 茂一（くれ しげいち、1897年12月20日 - 1977年12月28日）は、日本の西洋古典学者で古代ギリシア・ラテン文学者。

## 経歴
出生から修学期
1897年、東京帝国大学医科大学教授（精神病学講座）を務めた呉秀三・みな夫妻の長男として東京市本郷区に生まれた。第一高等学校医科をへて、1919年東京帝国大学医学部に入学したが、1922年に文学部英文科へ転じた。有島武郎を崇敬し、生前しばしば訪ねており、また父と同じく精神科医の歌人斎藤茂吉とも終生交流があった。
戦前
1925年に大学卒業した後、東京帝国大学文学部言語学科副手に採用された。1926年にヨーロッパ留学し、古代ギリシア文学・ラテン文学を修めた。1929年に帰国し、文学部講師に昇格。法政大学予科教授も務めた。1932年に病気のため教職を辞し、翻訳生活に入ったが、1939年より日本大学予科教授を務めた。
戦後
1947年、第一高等学校教授に就任。1949年に東京大学教養学部教授となり、1950～56年には初代の日本西洋古典学会委員長を務めた。1953年に東京大学文学部西洋古典学の初代主任教授を務めた。1958年に東京大学を定年退官し、その後は名古屋大学教授として教鞭を執った。1962年に名古屋大学を定年退官し、翌63年に初代ローマ日本文化会館館長となった。1966年からは上野学園大学教授を務めた。1977年に死去。墓所は多磨霊園にある。

## 受賞・栄典
- 1959年：ホメロス『イーリアス』原典訳により、第10回読売文学賞（研究・翻訳賞）を受賞。
- 1968年：勲三等旭日中綬章。
- 1973年：ギリシア・ラテン抒情詩の訳詩集『花冠』により、1973年度日本翻訳文化賞を受賞。

## 研究内容・業績
専門は西洋古典学で、岩波文庫の『イーリアス』、『オデュッセイア』の翻訳で知られている。その翻訳作品は改訂重版され、長く読み継がれている。ギリシア悲劇やギリシア神話の体系的研究・著述も多く、改訂重版されている。

## 家族・親族
- 父・秀三は呉黄石・せき夫妻の三男で精神医学者[1][2]、祖父・黄石は広島藩医[1][2]。祖母・せきは箕作阮甫の長女なので[1][2]、茂一は阮甫の曾孫にあたる[1][2]。
- 伯父：呉文聰は父方の伯父[注釈 1]で、統計学者。
- 義伯父：書家の日高秩父は父方の義伯父[注釈 2]。
- 医学者の呉建と経済学者の呉文炳、元文部事務次官の日高第四郎は父方の従兄[注釈 3]。

2度結婚しており、先妻・園子は高木喜寛の長女。園子の母は有島武郎・有島生馬の妹かつ里見弴の姉であるため、呉家は高木家を通じ有島家と姻戚関係で結ばれた。
家系についての詳細は箕作家（特に「呉家」および「系譜」の項）参照。

## 著作
- 『ラテン文法概要』鉄塔書院 1933
- 『オリュンポスの雪 随筆・評論集』弘文堂書房 1943
- 『ぎりしあの小説』「日本叢書」生活社 1945
- 『ホーマー物語』中央公論社 1947
- 『随筆評論集 花とふくろう』要書房 1947
- 『ホメーロスの世界』思索社 1948
- 『ラテン文法綱要 文法篇』要書房 1948
  - 『ラテン文法綱要 演習篇』要書房 1948
- 『ギリシア・ローマ文学襍攷』思索社 1949
- 『新修ラテン語教程』要書房 1950
- 『世界古代中世文学史概説』角川書店 1950
- 『ギリシア神話』中央公論社 1950
  - 新版：玉川大学出版部・玉川こども図書館 1976 - 児童向け
- 『ラテン語入門』岩波書店(岩波全書)1951
  - 改版：オンデマンド版 2016
- 『ギリシア神話』新潮社 上下 1956
  - 全1巻：改訂版 1969、新訂版 1994
  - 『ギリシア神話』上下 新潮文庫 1979、改版 2007[13]
- 『ぎりしあの詩人たち　鑑賞世界名詩選』筑摩書房 1956
- 『入門・世界の神話』講談社現代新書 1965
  - 『世界の神話入門』講談社学術文庫 2021。電子書籍も刊
- 『西洋文化の源をたずねる』講談社現代新書 1966
- 『ギリシア悲劇：物語とその世界』社会思想社・現代教養文庫 1968。度々新版
  - 文元社 2004。オンデマンド版 2015。電子書籍 2012
- 『アクロポリスの丘に立って－ギリシア文学閑話』新潮社 1976

編著
- 『ギリシア・ラテンの文学　文学案内1』中村光夫共編著、新潮社 1962
- 『世界の文化史蹟4　ローマとポンペイ』講談社 1968、新版 1980
- 『ギリシア神話 美術と伝説にみる世界』社会思想社 1972
- ケンペル『ケンプェル 江戸参府紀行』(異国叢書5・6) 、呉秀三訳註・補校訂、雄松堂 1966 - 以下は各・オンデマンド版 2005
- シーボルト『江戸参府紀行』(異国叢書7) 、呉秀三訳註・補校訂、雄松堂 1966
- シーボルト『日本交通貿易史』(異国叢書8) 、呉秀三訳註・補校訂、雄松堂 1966

### 訳書
- 『ギリシア抒情詩選』岩波文庫 1938
  - 増補版 1952、復刊 1987、2013
- エウリピデス『タウリケのイピゲネイア』岩波文庫 1939
- ルキウス・アプレイウス『愛とこゝろ－アモールとプシケー』岩波文庫 1940[14]
- キケロ『友情について』水谷九郎共訳、岩波文庫 1941、新装復刊 1995
- 『ギリシャ・ローマ古詩鈔』岩波書店 1942
- レッシング『ラオコオン』高橋義孝共訳、筑摩書房 1942
- 『ルキアノス短編集 第1巻』山田潤二共訳 筑摩書房 1943
- 『本當の話 ティモ 哲學諸派の賣立 漁師』養徳社 1946
- アリストパネス『鳥』岩波文庫 1944
『アリストパネス傑作選』に収録、グーテンベルク21(電子書籍) 2015
- 『花冠 ギリシヤ・ラテン譯詩集』みすず書房 1947
- ロンゴス『ダフニスとクロエー 牧人の恋がたり』養徳社 1948／角川文庫 1951
  - 「世界文學大系 64  古代文学集」筑摩書房 1961
  - 『ダフニスとクロエ』グーテンベルク21(電子書籍) 2005
- 『イソップの物語 猫のお医者さん』中央公論社 1950 - 児童向け
- アイスキュロス『アガメムノン』岩波文庫 1951／改訳版 筑摩書房 1975
- アプレイウス『黄金の驢馬』「世界文学全集」筑摩書房 1951
  - 「世界文學大系 67 ローマ文学集」同 1966
  - 新版『黄金のロバ』 グーテンベルク21(電子書籍) 2012
  - 『黄金のろば』 国原吉之助共訳、岩波文庫 上下 1956-57
    - 「黄金の驢馬」アープレーイユス、岩波文庫 2013[15]
- アイスキュロス『つながれたプロメーテウス』(世界文学全集) 河出書房 1952
  - 「縛られたプロメーテウス」岩波文庫 1974
- 『ギリシア・ラテン抒情詩集　世界抒情詩選』河出書房 1952 - 編者代表で分担訳
  - 『世界名詩集大成 第1 古代・中世篇』平凡社 1963 - 編者代表で分担訳
- ルキアノス『神々の対話 他六篇』山田潤二共訳、岩波文庫 1953、復刊 1985
  - 『本当の話 ルキアノス短篇集』共訳、ちくま文庫 1989[16]
  - グーテンベルク21（新編）2021
- ホメロス『イーリアス』岩波文庫 上中下 1953-58、改版 1964（上のみ。韻文体）
  - 平凡社ライブラリー 上下 2003[17]。電子書籍 2013
  - 文庫復刻・オンデマンド版 一穂社 2004
- ソポクレス『アンティゴネー』、エウリピデス『アルケースティス』(世界文学全集) 河出書房 1956[18]
  - 改訳ソポクレース 『アンティゴネー』 岩波文庫 1961[19]
  - 改訂『ギリシア悲劇』(全4巻) ちくま文庫 1985-86
- キケロー『老年について』(世界大思想全集) 重田綾子共訳、河出書房新社 1959
- 『ギリシア･ローマ古典劇集』(世界文學大系2) 筑摩書房 1959
アイスキュロス「供養する女たち」「慈みの女神たち」
- トマス・ア・ケンピス『キリストにならいて』大澤章共訳、岩波文庫 1960
- 『ギリシア悲劇全集』編集委員、人文書院 1960

1. 「縛られたプロメーテウス」
2. 「オレスティア三部作」アイスキュロス
3. 「アガメムノーン」
4. 「供養する女たち」
5. 「慈しみの女神たち」
6. 「救いを求める女たち」
7. 「アルケスティス」
8. 「アウリスのイーピゲネィア」井上一彦共訳

- ホメーロス『イーリアス』筑摩書房 - 散文体
  - 〈世界文學大系 1〉1961
  - 〈世界古典文学全集 1〉1964
  - 〈筑摩世界文学大系 2〉1971
- 『ギリシア喜劇全集』[20]編集委員、人文書院 1962／岩波文庫 1975
「女だけの祭」アリストパネース、「気むずかし屋」メナンドロスほかを収録
  - メナンドロス『デュスコロス』「ギリシア劇集」新潮社 1963 - 別版
- キケロ「人生の幸福について」(世界人生論全集 2) 筑摩書房 1963
- 『エジプト詩集』ももんが書房 1965 - 私家判（34頁）
- ホメーロス『イーリアス　オデュッセイア 世界文学全集 1』河出書房新社 1969
  - 『イリアス』グーテンベルク21 (上下、電子書籍） 2013
- ホメロス『オデュッセイアー』岩波文庫 上下 1971-72
  - 復刻 一穂社 2004 - 韻文体
- 『花冠　呉茂一譯詩集』 紀伊國屋書店 1973
  - 『ギリシア・ローマ抒情詩選 花冠』久保正彰解説、岩波文庫 1991、特装版 1997
- ホメーロス『オデュッセイア 世界文学全集 1』集英社 1974 - 散文体　
  - 改訂版 1979、愛蔵版 1986[21]
  - グーテンベルク21（上下、電子書籍） 2012
- 『イミタチオ・クリスティ－キリストにならいて』永野藤夫共訳、講談社 1975／講談社学術文庫 2019。電子書籍も刊

## 呉茂一に関する評伝・資料
- 『饗宴 臨時増刊　呉茂一先生追悼号』書肆林檎屋 1978

斎藤茂太・塩野七生・澁澤龍彦・篠田一士・朱牟田夏雄ら約20名が追悼記を寄せている。
- 田中隆尚 『呉茂一先生』 小澤書店 1993
  - 新版『田中隆尚撰集』第7巻 展望社 2006
- 『呉茂一先生の手紙 野間祐輔宛書簡集』田中隆尚編, 小澤書店 1996
- 『名詩名訳ものがたり　異郷の調べ』 岩波書店 2005[22]
- 紅野敏郎 『「學鐙」を読む・続』丸善雄松堂 2009[23]
- 高橋睦郎 『詩人が読む古典ギリシア　和訓欧心』みすず書房 2017[24]